# اللي اختشوا ماتوا (فلم)
اللي اختشوا ماتوا هو فيلم درامي مصري تم إنتاجه في سنة 2016 وهو من إخراج إسماعيل فاروق وتأليف محمد عبد الخالق وبطولة غادة عبد الرازق و سلوى خطاب و عبير صبري و أحمد صفوت و إيهاب فهمي ومن توزيع شركتي سيدرز أرتس و اوسكار للتوزيع، وتدور قصة الفيلم عن 7 نساء تربطهن صداقة قوية وعن كيفية مواجهتهن للمشاكل في مجتمع يسيطر عليه الرجال.

## البطولة
- غادة عبد الرازق بدور ليل
- عبير صبري بدور كوكي
- مروة عبد المنعم بدور سمسم
- سلوى خطاب بدور صفية صاحبة البنسيون
- مروى بدور ولاء
- هيدي كرم بدور بيرو
- إيمي طلبة
- إيهاب فهمي بدور الضابط كريم رفعت
- محمد محمود عبد العزيز بدور علاء
- أحمد صفوت بدور الدكتور خالد
- علاء مرسي بدور عصام طليق بيرو
- عبد الحميد سند بدور وكيل النيابة
- أميرة الشريف بدور أماني
- عزوز أحمد بدور أحمد
- مصطفى درويش